# Comuna Ciornîvodî, Horodok
Ciornîvodî (în ucraineană Чорниводи) este o comună în raionul Horodok, regiunea Hmelnîțkîi, Ucraina, formată din satele Ciornîvodî (reședința), Mudrîholovî și Papirnea.

## Demografie
Componența lingvistică a comunei Ciornîvodî
     Ucraineană (99,28%)
     Alte limbi (0,68%)
Conform recensământului din 2001, majoritatea populației comunei Ciornîvodî era vorbitoare de ucraineană (99,28%), existând în minoritate și vorbitori de alte limbi.